# قره‌باغ‌لار (ساموخ)
قره‌باغ‌لار (به لاتین: Qarabağlar) یک منطقه مسکونی در جمهوری آذربایجان است که در شهرستان ساموخ واقع شده‌است. قره‌باغ‌لار ۱۴۹۵ نفر جمعیت دارد.